# Technotronic
Technotronic foi um grupo musical de dance music e house music criado na Bélgica na década de 1980. O Technotronic marcou época com hits de grande sucesso nas décadas de 1980 e 1990, como "Get Up", "Move This", "Pump Up the Jam", entre outros.

A sua música tem forte marcação de sons graves, somada à voz de Ya Kid K, cantora nascida no Zaire (atualmente República Democrática do Congo) e radicada na Bélgica. Curiosamente, só depois de algum tempo o rosto de Manuela Kamosi (Ya Kid K) foi exposto nos videoclipes e nos shows do Technotronic.
O que mais chamava a atenção no Technotronic era o resultado de um talentoso trabalho de criação de músicas, com instrumentos sofisticados e mixagem impecável para os padrões da época. Sob a produção de Jo Thomas De Quincey Bogaert (é possível vê-lo no clip da música "Get Up"), o Technotronic marcou presença nas rádios e nas pistas de dança nas décadas de 1980 e 1990.
As canções "Pump Up the Jam" e "Move This", algumas das principais criações originais do Technotronic, foram incluídas no início da década de 1990 em comerciais da fabricante de eletrônicos Philips e da fabricante de cosméticos Revlon, e isso deu um forte impulso à projeção da banda nos mercados brasileiro e norte-americano de música eletrônica.
O Technotronic marcou toda uma geração de jovens e adolescentes que freqüentavam boates na época em que esteve no auge, bem como os amantes de ritmos musicais que surgiam e cresciam naquele momento, como a house music e a dance music.
Atualmente, o videoclipe Pump Up the Jam é uma das músicas eletrônicas mais visualizadas pela Internet, com quase 170 milhões de visualizações no YouTube.

## Discografia
- Trip On This - The Remixes (1989)
- Pump Up the Jam: The Album (1990)
- Body to Body (1991)
- Greatest Hits (1993)
- Recall (1995)
- This Beat Is Technotronic (Hits & Mixes) (1997)
- Pump Up The Hits (1998)
- Greatest Remix Hits (2006)
- Best Of (2012)

As músicas abaixo fizeram parte de álbuns ou singles:
- Pump Up The Jam (featuring Ya Kid K) (1989)
- Get Up! (Before the Night Is Over) (featuring Ya Kid K) (1990)
- This Beat Is Technotronic (featuring MC Eric) (1990)
- Rockin' Over the Beat (featuring Ya Kid K) (1990)
- Megamix (1990)
- Turn It Up (featuring Melissa and Einstein) (1990)
- Move That Body (featuring Reggie) (1991)
- Work (featuring Reggie) (1991)
- Money Makes the World Go Round (featuring Reggie) (1991)
- Move This (featuring Ya Kid K) (1992)
- Hey Yoh, Here We Go (featuring Ya Kid K) (1993)
- One + One (featuring Ya Kid K) (1994)
- Move It to the Rhythm (featuring Ya Kid K) (1994)
- Recall (featuring Ya Kid K) (1995)
- I Want You By My Side (1996)
- Crazy (1996) (Apenas Single)
- Pump Up The Jam - The '96 Sequel (1996)
- Get Up - The '98 Sequel (1998)
- Like This (featuring Monday Midnite) (1999) (Apenas Single)
- The G-Train (featuring Monday Midnite) (2000) (Apenas Single)
- The Mariachi (featuring Ya Kid K) (2000) (Apenas Single)